# Serious Sam II
Bei Serious Sam II handelt es sich um einen Ego-Shooter der Firma Croteam, der 2005 veröffentlicht wurde. Wie schon seine Vorgänger der Serious-Sam-Reihe setzt das Spiel weniger auf Realismus und packende Handlung als auf „Dauerballer-Spaß“.
Die deutsche Fassung entspricht der ungekürzten Originalversion, jedoch wurden die Gespräche in Videos untertitelt.
Der Mehrspielermodus verzichtet auf genretypische Features wie z. B. Deathmatch oder Capture the Flag, stattdessen können die Einzelspieler-Missionen mit bis zu 16 Spielern gemeinsam angegangen werden.

## Handlung
Nachdem Sam „Serious“ Stone in der Vergangenheit einen von Mentals engsten Vertrauten besiegen konnte, macht er sich mit einem Raumschiff nach Sirius selbst auf, um dort Mental selbst entgegenzutreten. Um dies jedoch schaffen zu können, muss er alle fünf Teile eines Medaillons finden, welches Mental auf fünf verschiedene Planeten aufgeteilt hat. Das jeweilige Stück wird hierbei jedes Mal von einem Endgegner bewacht. Nachdem alle Teile vereint sind, macht sich Sam auf den Weg nach Sirius selbst, um dort Mental zu stellen.

## Grafik
Das Spiel benutzt die „Serious 2 Engine“, die sich gegenüber der „Serious Engine“ des Vorgängers in Bezug auf Details, Umwelt und Physik deutlich verbessert hat. Das Spiel selbst ist in einem comicähnlichen Stil gehalten, ohne jedoch das Spiel dabei zu unrealistisch wirken zu lassen. So erinnert der mit der Lava, Totenköpfen und Dämonenfiguren dargestellte „Knochenhofes“ auf dem Kleer-Planeten in seiner Gestaltung an die Hölle bei Doom 3. Die Qualität der Videos hingegen ist als eher schlecht einzustufen.
Die Darstellung von Blut ist wieder vorhanden, jedoch deutlich weniger als bei den Vorgängern, zudem sind keine Fleischstücke oder meterlange Blutspuren auf dem Boden mehr zu finden.

## Änderungen gegenüber dem Vorgänger
Die Gegner sind größtenteils komplett neu, übernommen wurden u. a. die Riesenskorpione und Kleer-Skelette. Auf die männlichen Gnarrs trifft man im Spiel nur bei den Videos, wo sie als Moderatoren, Zollbeamte oder auch Bettler im Park vorkommen. Hinzu kommt, dass man es in jeder Welt mit anderen Gegnern zu tun hat und so in der Regel in keiner Welt auf dieselben Gegnertypen trifft, wobei dies sich in letzteren Abschnitten des Spiels ändert. Verglichen mit den Vorgänger sind bei Serious Sam 2 die Gegner deutlich abstruser und bunter gezeichnet worden, so gibt es z. B. Clowns mit explosiven Törtchen auf einem Einrad, Monster in Football-Outfits, zu Zombies mutierte Broker oder die sogenannten Hellchicks, rothäutige Teuflinnen in Dominakleidung. Manche Gegner wurden in ein neues Gewand gepackt, so wurde aus den enthaupteten Kamikazees aus den Vorgängern nun Sportler mit einer Bombe an der Stelle seines Kopfes, die berüchtigten sirianischen Ochsen sind nun Nashörner, die aufgezogen werden können. Erstmals gibt es auch gegnerische Luftangriffe durch Helikopter. Die Gore-Elemente sind gegenüber den Vorgängern zurückgegangen.
Verbessert wurde hierbei auch die künstliche Intelligenz, so weichen einige Gegner nun aus, wenn man etwa aus der Ferne Raketen auf sie abfeuert und laufen nicht mehr blind weiter gerade aus.
Die Waffen sind in ihrer Funktion denen des Vorgängers ähnlich, meist handelt es sich nur um eine modernere Gestaltung derer. Neu hierbei sind vor allem die Handgranaten, die nun eingesetzt werden können. Ohne Munitionsverbrauch stehen die von früher bekannte Kettensäge und der Doppelcolt sowie die Zapgun zur Verfügung. Eine Neuerung stellen auch die sechs bewaffneten Fahrzeuge, die der Spieler benutzen kann. Erste Fahrzeuge gab es jedoch schon in Serious Sam: The Next Encounter, welches jedoch nur für Nintendo GameCube und die PlayStation 2 erschien.
Netricsa, Sams implantierter, weiblicher Computer besitzt nun eine eigene Stimme. Im Spiel wird sie als Netricsa v.2.0 Lite bezeichnet, was sich auch daran zeigt, dass es keine ausführungsreichen Beschreibungen über aufgenommene Waffen und angetroffene Gegner mehr zu lesen gibt, ebenso gibt es keine Nachrichten von Netricsa mehr, stattdessen meldet sie sich während des Spiels einige Male zu Wort, jedoch ist der Humor der Vorgänger dadurch verlorengegangen. Die diesmal von Netricsa nicht mitgelieferten Daten über Gegner und Waffen sind dafür auf der offiziellen Webseite des Spieles zu finden.
Im Gegensatz zu den beiden Vorgängern, wo man nur durch verlassene Gebäude lief, befindet man sich nun in diversen außerirdischen Welten, wo man auch auf Einheimische trifft, an manchen Stellen wird man von diesen sogar im Kampf unterstützt. Ebenso sind die Handlungsorte nun alle auf anderen Planeten und nicht mehr auf der Erde.

## Sonstiges
- Es finden sich im Spiel wieder Anspielungen auf andere Spiele, wie der aus dem Vorgänger übernommene Satz „The earth can shake, but I won't quake!“ (Quake) oder „I love big guns, it looks so unreal!“ (Unreal). Ebenso erwähnt einer von Sams drei Auftraggebern, dass vor Serious Sam bereits ein Blondhaariger als der Auserwählte gehandelt wurde, mit dem Zusatz „but he tried FOREVER“ (Duke Nukem Forever). Ebenso kommen gängige Klischees vor, so meint Sam, als er in einer Kanalisation landet, nur „I knew it! There is no game without a sewer level!“.
- Ebenso sind wieder Eastereggs enthalten, wie z. B. ein Teleporter, der zu einem Jahrmarkt führt, wo man durch das Gewinnen bei Jahrmarktsbuden wieder Energie bekommt.
- Die Sprache der Bewohner der verschiedenen Welten entspricht jeweils einem anderen englischen Dialekt.

## Rezeption
Serious Sam II erhielt in verschiedenen Rezensionen positive bis durchschnittliche Bewertungen.

“Serious Sam II has a lot of levels and a few good laughs, but its simple shooting action is less likely to get your adrenaline pumping as it is to make you go numb.”

„Serious Sam II hat viele Levels und ein paar gute Lacher, aber seine einfache Schießaktion wird Ihren Adrenalinspiegel weniger in die Höhe treiben, sondern Sie eher taub machen.“

“For a game that's so over-the-top, Sam's latest adventure plays it safe and doesn't stray too far from its predecessors.”

„Für ein Spiel, das so übertrieben ist, geht Sams neuestes Abenteuer auf Nummer sicher und weicht nicht zu weit von seinen Vorgängern ab.“

“Like its predecessor Serious Sam II caters to a very specific taste. Fans of old school action games that focus exclusively on shooting down wave after wave of enemies will definitely find that this game delivers. Still, the endless fragfest that is Serious Sam II occasionally runs the risk of becoming monotonous.”

„Wie sein Vorgänger bedient Serious Sam II einen ganz bestimmten Geschmack. Fans von Old-School-Actionspielen, bei denen es ausschließlich darum geht, Wellen von Gegnern abzuschießen, werden dieses Spiel auf jeden Fall finden. Dennoch läuft das endlose Fragfest von Serious Sam II gelegentlich Gefahr, eintönig zu werden.“